# Museo de arte precolombino Casa del Alabado
El Museo de Arte Precolombino Casa del Alabado es un museo ecuatoriano ubicado en el centro histórico de Quito, dedicado al arte precolombino. Si bien trata sobre los desarrollos sociales del Ecuador prehispánico, no es un museo exclusivamente arqueológico, ya que privilegia la estética del objeto antes que la temática cronológica de la arqueología ecuatoriana. Se puede decir que el guion museológico se inspira en el concepto de divinización del ser humano, a partir del contacto que éste tiene con las fuerzas de la naturaleza, o apus.
El museo cuenta con
14 salas de exposición permanente,1 sala para exposiciones temporales, 2 salas para el desarrollo de actividades educativas, 1 café y
2 patios. Además cuenta con un área de servicios y de atención al cliente.

## Historia
“La Casa del Alabado”, una de las más antiguas de la ciudad de Quito, data del siglo XVII, su nombre se debe a que sobre el dintel de la entrada se lee: “ALABADO SEA EL SANTISIMO SACRAMENTO… 1671”. La casa se encuentra situada entre la plazoleta de Santa Clara y la Plaza de San Francisco.
La fachada es muy sencilla, sin adornos especiales. En planta alta se encuentran cuatro balcones en volado, y en planta baja además del ingreso principal se encuentran tres tiendas. La fachada se encuentra rematada por el alero con canecillos.
Esta casa fue restaurada en el año 2006 por la Fundación La Tolita, y a partir del 2010 se convirtió en el Museo de Arte Precolombino, si bien trata sobre los desarrollos sociales del Ecuador prehispánicos, no es un museo exclusivamente arqueológico. Entre los años 2011 y 2013, fue director Christian Mesía Montenegro, de nacionalidad peruana, past Director del Museo Nacional de Arqueología, Antropología e Historia del Perú y del Museo Nacional Chavín.